# Schlegels grijpstaartslang
Schlegels grijpstaartslang of wimpergroefkopadder (Bothriechis schlegelii) is een slang behorend tot de familie adders en de onderfamilie groefkopadders.

## Naam en indeling
De wetenschappelijke naam van de soort werd voor het eerst voorgesteld door Arnold Adolph Berthold in 1846. Oorspronkelijk werd de wetenschappelijke naam Trigonocephalus schlegelii gebruikt. De soortaanduiding schlegelii is een eerbetoon aan de Duitse herpetoloog Hermann Schlegel (1804 - 1884).

## Verspreiding en habitat
De soort komt voor in delen van Midden- en Zuid-Amerika en leeft in de landen Mexico, Belize, Costa Rica, Guatemala, Honduras, Nicaragua, Panama, Ecuador, Peru en Colombia. De dichtheid van de populatie van deze slangen is hoger aan de Caraïbische zijde dan aan de zijde van de Stille Oceaan. De habitat bestaat uit droge tropische en subtropische bossen en vochtige tropische en subtropische bossen zowel in laaglanden als in bergstreken. Ook in door de mens aangepaste streken zoals plantages kan de slang worden gevonden. De slang houdt zich voornamelijk op in bomen en struiken van hoogtes net boven de grond tot in de toppen van de bomen. De soort is aangetroffen van zeeniveau tot op een hoogte van ongeveer 2650 meter boven zeeniveau.
De slang komt soms veel voor in bananenplantages en wordt wel per ongeluk met het fruit geëxporteerd.

## Uiterlijk
In de Engelse taal staat de soort bekend onder de naam eyelash viper, wat slaat op de twee puntige schubben die boven beide ogen van de slang als wimpers naar voren steken. De slang heeft een lang, dun lichaam en kan een lengte bereiken van 80 centimeter. De gemiddelde lengte van de slangen is echter ongeveer 60 centimeter. De vrouwtjes worden iets groter dan de mannetjes. De kop van de slang heeft de typische pijlachtige vorm van een slang van de adderfamilie. De schubben op de kop zijn relatief dik, ruw en puntig. De ogen van de slang zijn in verhouding erg klein en hebben net zoals veel andere addersoorten ellips-vormige pupillen. De buikzijde van de slang is lichter van kleur dan de gevlekte bovenzijde. Van de nek tot aan het oog loopt een donkere streep.
De slang is er in een grote verscheidenheid aan kleurvariaties. De meest voorkomende kleuren zijn bruin-geel, groen-geel, groen, groen-bruin, groen-rood, rood-bruin en grijs-bruin. De meest opvallende kleurvarianten zijn de gele en goud-gele varianten. De jonge slangen hebben altijd een lichte staartpunt die in de loop van de tijd langzaam donkerder kleurt.

## Levenswijze

Exemplaar uit Monteverde, Costa Rica.

Om de exacte reden waarom de slang de puntige schubben boven zijn ogen heeft wordt nog steeds gespeculeerd. Er wordt aangenomen dat deze voornamelijk bedoeld zijn om de ogen te beschermen tijdens de jacht. De slang is een passieve jager en wacht tot zijn prooi binnen bereik komt. Het wachten kan soms uren en zelfs dagen duren zonder dat de slang zijn plaats verlaat. Het dunne uiteinde van de staart gebruikt de slang als lokmiddel. Deze beweegt hij als een klein wormpje waarop allerlei soorten kikkers en kleine reptielen af komen. Zodra de prooi binnen bereik komt bijt de slang toe. In plaats van een snelle beet blijft de slang zijn prooi vast klemmen in zijn bek tot het gif zijn werk gedaan heeft. De andere speculatie dat de schubben boven zijn ogen op het moment dat de slang zijn prooi vast heeft zijn ogen moeten beschermen zouden dus ook juist kunnen zijn. Naast kikkers en kleine reptielen staan ook kleine vogels en kleine zoogdieren zoals muizen op het menu.
De slang is eierlevendbarend (ovovivipariteit). Dit houdt in dat de jongen volledig volgroeid geboren worden. Bij geboorte zijn de jongen tussen de 210 tot 240 millimeter groot en volledig functioneel. Bij de geboorte werpt de moeder meestal tussen de 10 tot 12 jongen. Er zijn echter ook waarnemingen van worpen van 20 jongen.

## Giftigheid
Elk jaar komen er enkele tientallen meldingen binnen van sterfgevallen naar aanleiding van een beet van deze slang. De slang houdt zich graag op onder aftakkingen van grote bladeren en valt daar niet goed op vanwege zijn prima schutkleuren. De meeste beten komen dan ook voor in het bovenlichaam en hoofd van het slachtoffer. Na een beet dient het slachtoffer zo snel mogelijk naar een hospitaal gebracht te worden om de kans op overleving zo groot mogelijk te houden. Het gif van deze slang behoort tot het type hemotoxine en heeft een bloedstollende werking.

## Beschermingsstatus
Door de internationale natuurbeschermingsorganisatie IUCN is de beschermingsstatus 'veilig' toegewezen (Least Concern of LC).

## Afbeeldingen

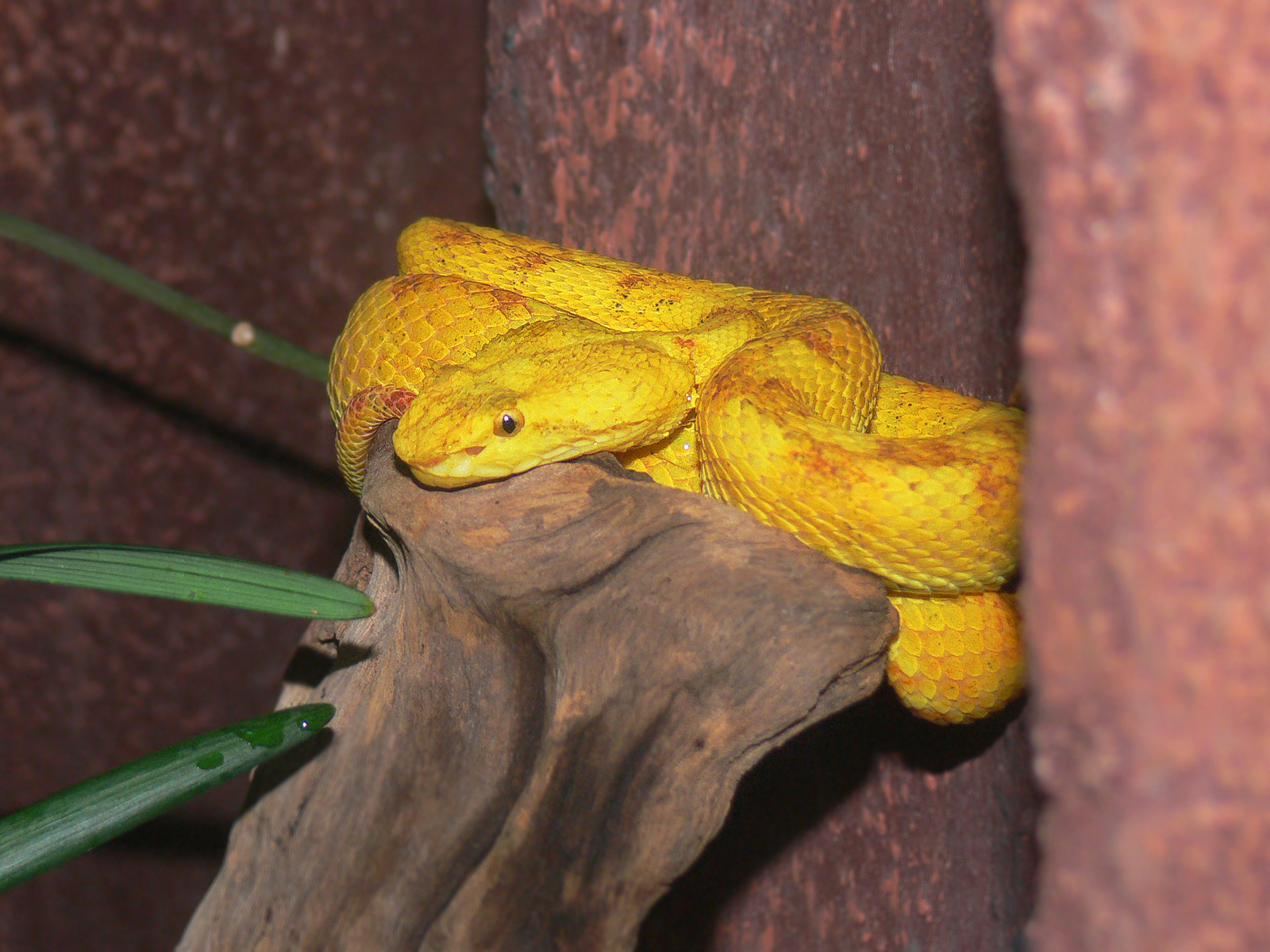
Gele kleurvariant
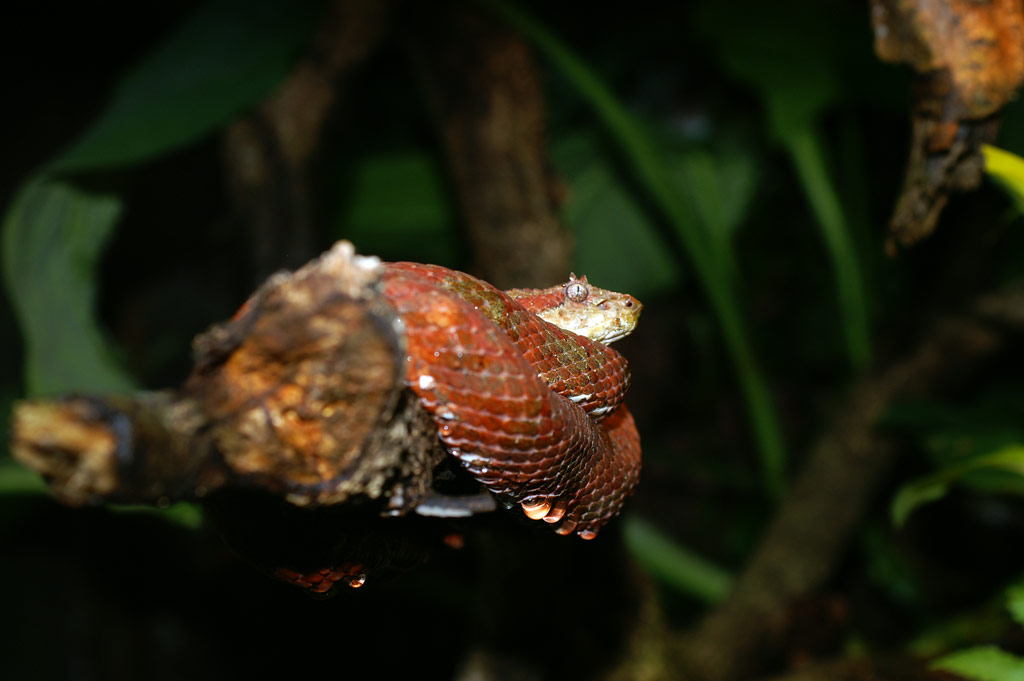
Rode kleurvariant
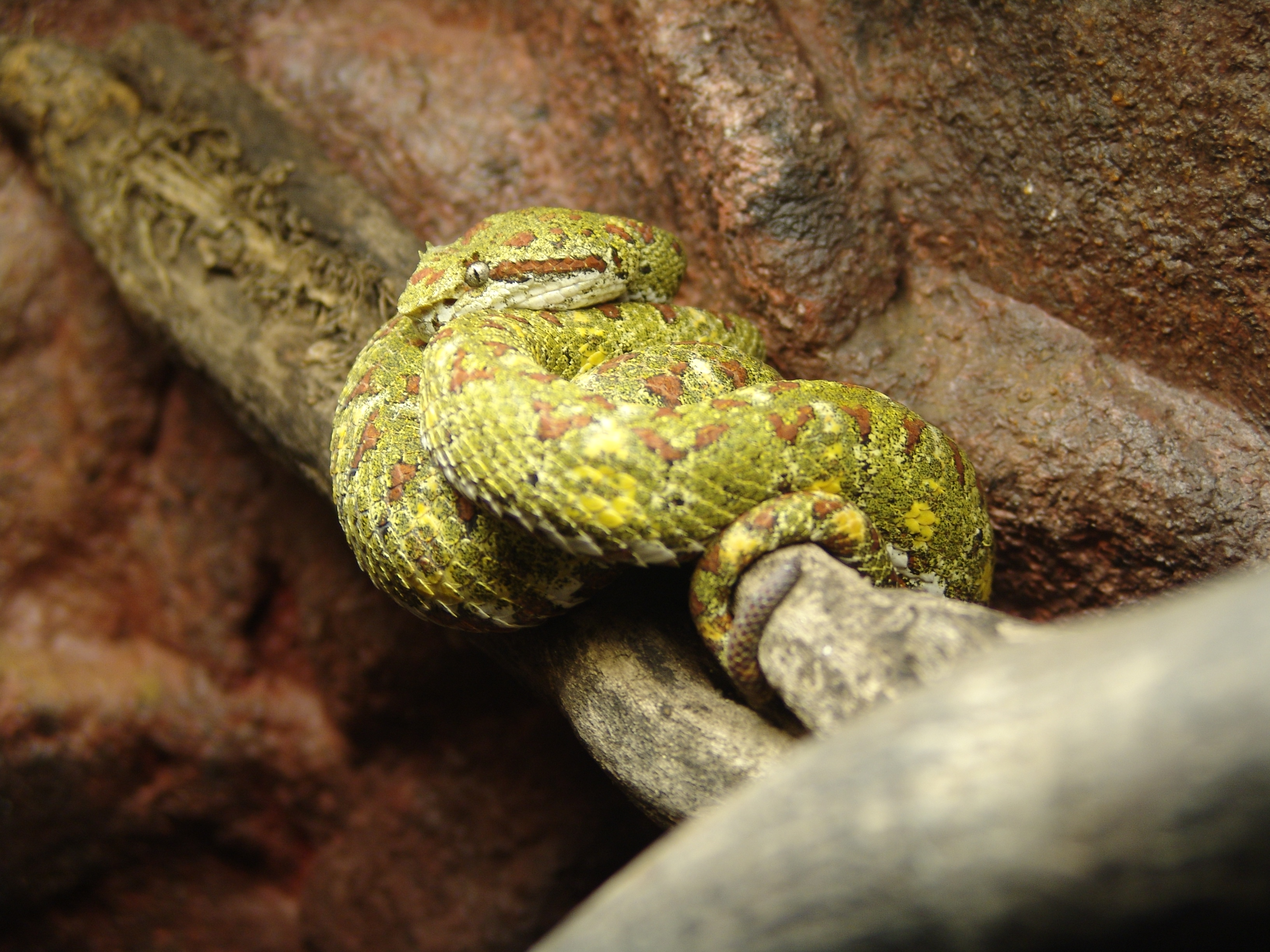
Groene kleurvariant
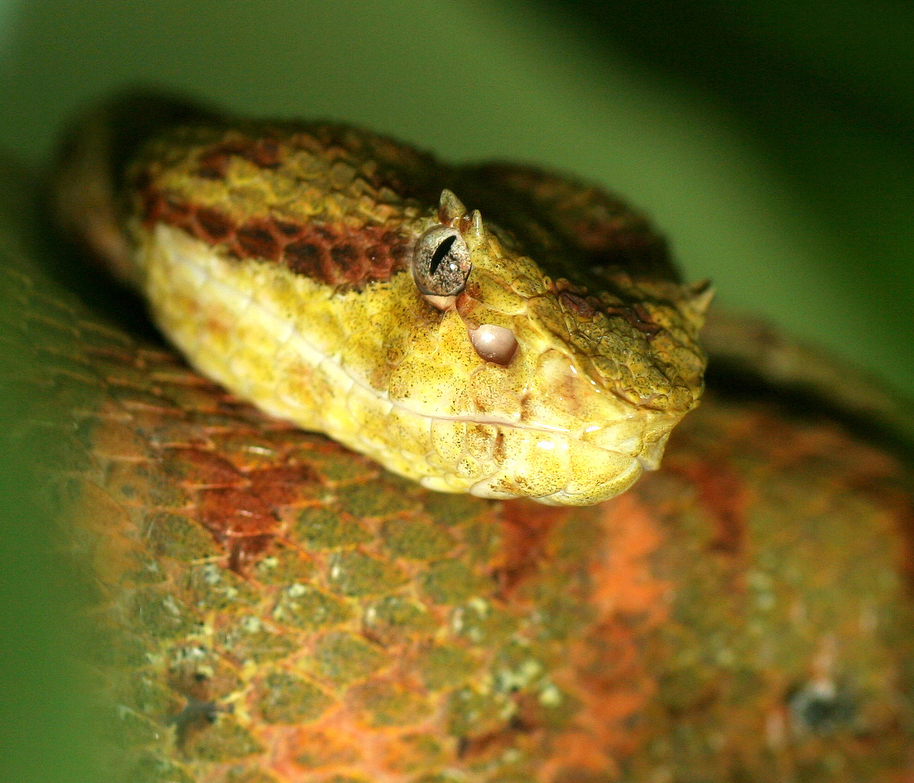
Close-up